# Onthophagus duboulayi
Onthophagus duboulayi är en skalbaggsart som beskrevs av Waterhouse 1894. Onthophagus duboulayi ingår i släktet Onthophagus och familjen bladhorningar. Inga underarter finns listade i Catalogue of Life.